# Alakurtti
Alakurtti (in russo Алакуртти?) è una villaggio della Russia europea settentrionale, situato nel Kandalakšskij rajon, suddivisione amministrativa dell'oblast' di Murmansk.

## Geografia
Il villaggio si trova nella parte sud-occidentale della penisola di Kola sulle rive del fiume Tuntsajoki in una valle circondata da colline. Il centro del distretto, la città di Kandalakša, si trova a 115 km a est.
Il clima è rigido, con inverni lunghi e frequenti tempeste di neve. La temperatura media nel periodo gennaio-febbraio è di -13 gradi, in luglio +14.